# Brzotín (district de Rožňava)
Brzotín (hongrois : Berzéte) est un village de Slovaquie situé dans la région de Košice.

## Histoire
La première mention écrite du village date de 1242.
La localité fut annexée par la Hongrie après le premier arbitrage de Vienne le 2 novembre 1938. En 1938, on comptait 1 207 habitants dont 23 d'origine juive. Elle faisait partie du district de Rožňava (hongrois : Rozsnyói járás). Le nom de la localité avant la Seconde Guerre mondiale était Brzotín/Berzéte. Durant la période 1938 - 1945, le nom hongrois Berzéte était d'usage. À la libération, la commune a été réintégrée dans la Tchécoslovaquie reconstituée.

## Démographie

### Évolution de la population
| Année:               | 1994. | 2004.    | 2014.   | 2024.   |
| -------------------- | ----- | -------- | ------- | ------- |
| Nombre de personnes: | 1132  | 1268     | 1347    | 1360    |
| Différence:          |       | +12,01 % | +6,23 % | +0,96 % |

| Année:               | 2023. | 2024.   |
| -------------------- | ----- | ------- |
| Nombre de personnes: | 1357  | 1360    |
| Différence:          |       | +0,22 % |